# Schlacht von Sheriffmuir
The Schlacht von Sheriffmuir fand am 13. November 1715 während des ersten Jakobitenaufstandes nordöstlich von Dunblane bei den Ochil Hills statt. Die Einheiten der Jakobiten unter John Erskine, 23. Earl of Mar trafen auf britische Regierungstruppen unter John Campbell, 2. Duke of Argyll. Obwohl der Ausgang der Schlacht eigentlich ein Unentschieden war, zog sich Argyll zurück und unternahm in der Folgezeit keinen weiteren Versuch mehr, seinen Vormarsch fortzusetzen. Letztlich trug die Schlacht nicht unwesentlich zu einer Demoralisierung der Armee der Jakobiten und damit zum Scheitern ihrer Erhebung bei.

## Einzelnachweise

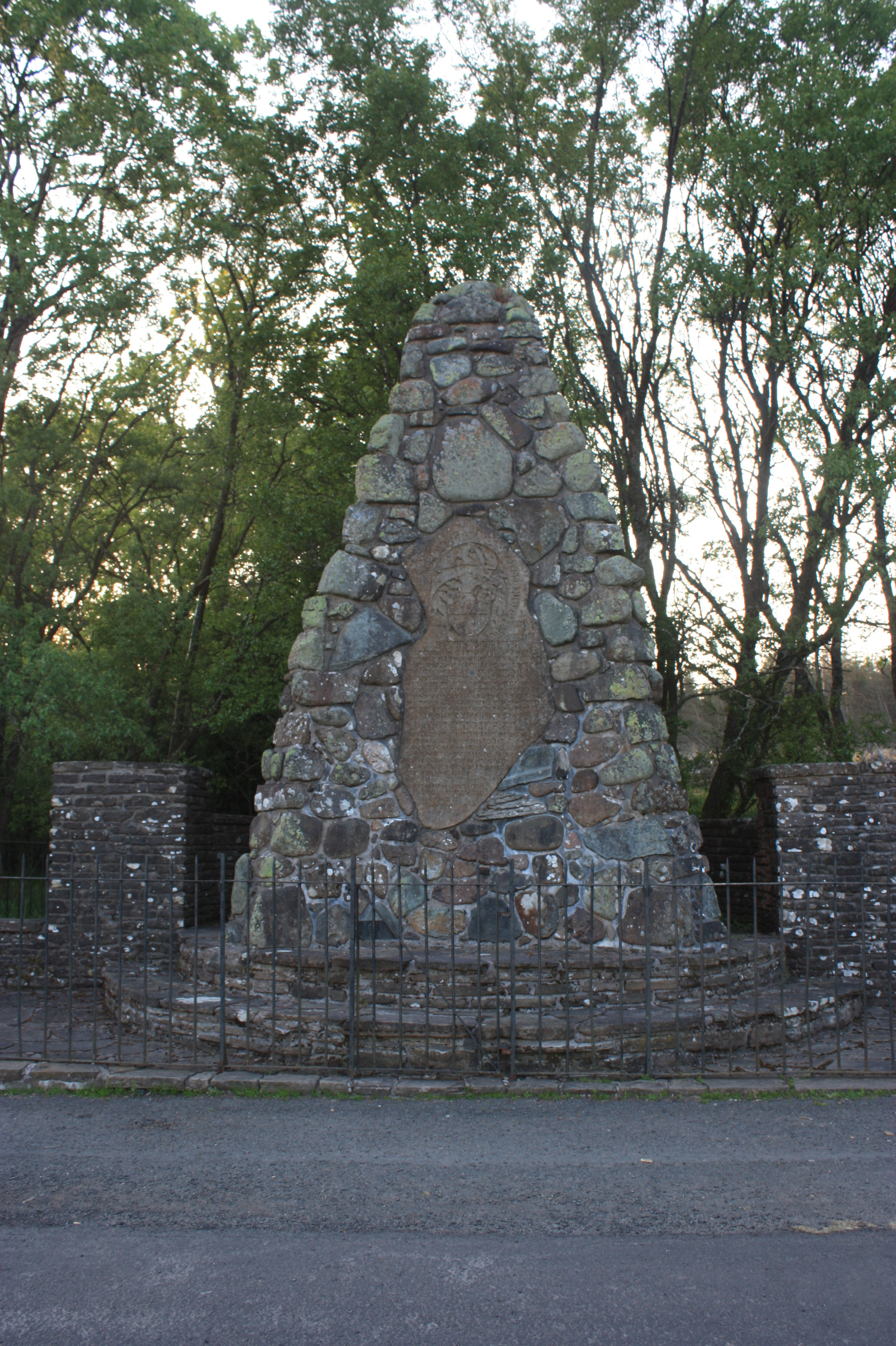
Denkmal für die in der Schlacht gefallenen Angehörigen des Clan MacRae in Sheriffmuir